# Le Mesnil-Théribus
Le Mesnil-Théribus település Franciaországban, Oise megyében. Lakosainak száma 776 fő (2022. január 1.). Le Mesnil-Théribus Beaumont-les-Nonains, Jouy-sous-Thelle, Les Hauts-Talican és Montchevreuil községekkel határos.

## Története
Théribus egy ősi falu, amelynek nevét Tarebus néven 1459-ben említették az oklevelek. Későbbi említései: Teribus (1470); Taribus (1523); Tarambus (1575); Théribus (1831).
Le Mesnil-Théribus az Insee települési sűrűséghálózata1,7,8,9 szerint az alacsony vagy nagyon alacsony népsűrűségű települések közé tartozik. A község a párizsi vízgyűjtő terület része, amelynek peremterülete. Ez a terület 1 929 települést foglal magába.
A Corine Land Cover (CLC) európai biofizikai földtakaró adatbázis szerint a község földhasználatát a mezőgazdasági területek jelentősége jellemzi (73,6% 2018-ban), ami nagyjából megegyezik az 1990-es aránnyal (74,6%). A részletes megoszlás 2018-ban a következő: szántóföld (65,6%), erdők (14,9%), urbanizált területek (11,6%), gyepterületek (5%), heterogén mezőgazdasági területek (3%)12 . A község földhasználatának és infrastruktúrájának alakulása a terület különböző kartográfiai ábrázolásain látható: a Cassini-térképen (XVIII. század), a személyzeti térképen (1820-1866) és az IGN-térképeken vagy a jelenlegi időszakra vonatkozó légi felvételeken (1950-től napjainkig).
A község Oise megyében, Beauvais kerületben található. A képviselőválasztáson az Oise-i második választókerülethez tartozik. 1801 óta Auneuil kanton része. A 2014-es franciaországi kantonátrendezés részeként a község ma Chaumont-en-Vexin része. 2021-ben a községnek 786 lakosa volt.

## Népesség
A település népességének változása:
| Lakosok száma | 814  | 800  | 843  | 794  | 789  | 787  | 785  | 786  | 776  |
|               | 2013 | 2015 | 2016 | 2017 | 2018 | 2019 | 2020 | 2021 | 2022 |